# 큰개불알풀
큰개불알풀(문화어: 왕지금꼬리풀) 또는 봄까치꽃은 현삼과에 속하는 두해살이풀이다.

## 생태
주로 양지바른 밭이나 길가에서 자란다. 줄기는 뿌리 밑부분으로부터 수많은 가지로 나뉘어 있으며 부드러운 털을 가지고 있다. 잎은 밑부분에서는 마주 달리며, 윗부분에서는 어긋난다. 꽃은 푸른색으로, 이른봄에서 초여름에 걸쳐 지름 8 밀리미터 정도의 작은 꽃이 윗부분의 잎겨드랑이에 달린다.
겨울작물을 기를 때, 문제 잡초이다. 개불알풀과 비슷한데, 큰개불알풀은 잎의 톱니가 3-5쌍이고, 꽃은 하늘색이며 꽃부리가 크고 꽃자루가 더 길다.

## 쓰임새
어린순은 먹거나, 꿀을 얻기 위해 벌의 먹이로 쓴다. 관상용으로 심기도 하며, 나물로 먹고 꽃을 말려 꽃차로도 마신다. 방광염, 외상, 요통, 중풍에 약으로 쓰기도 한다.

## 사진

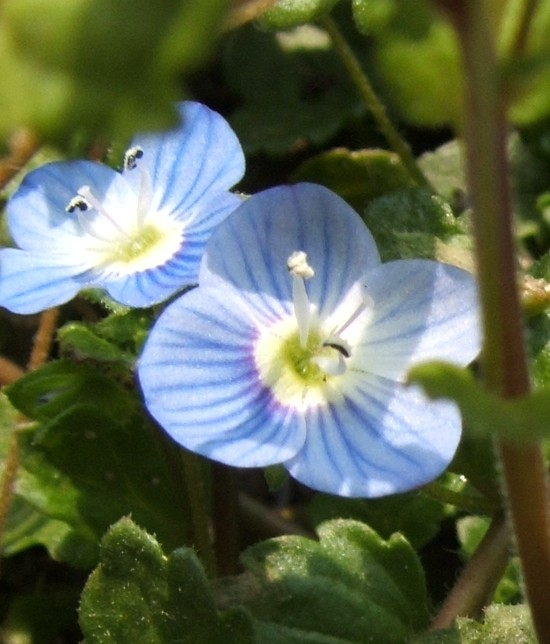
꽃 가까이
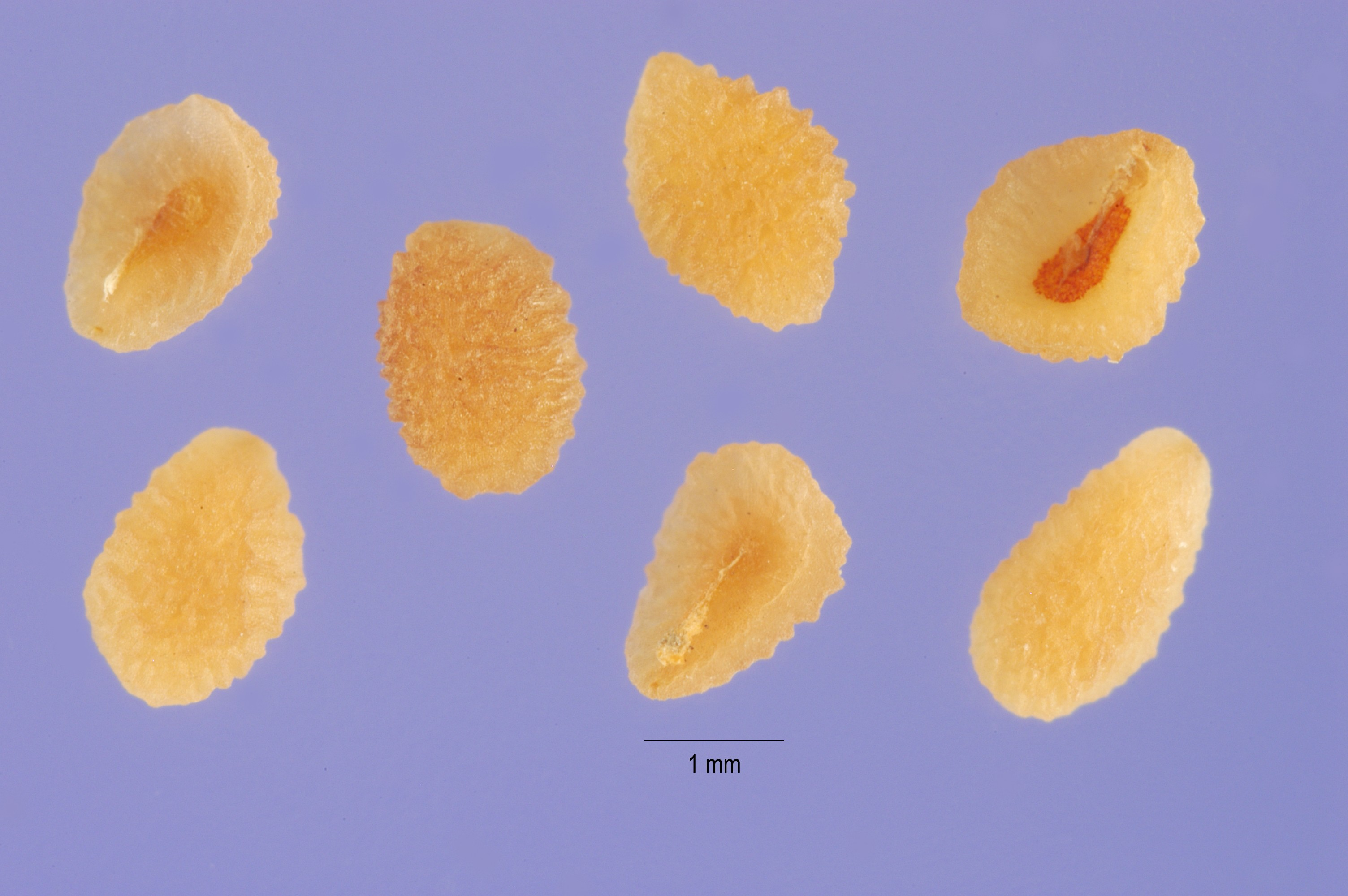
씨
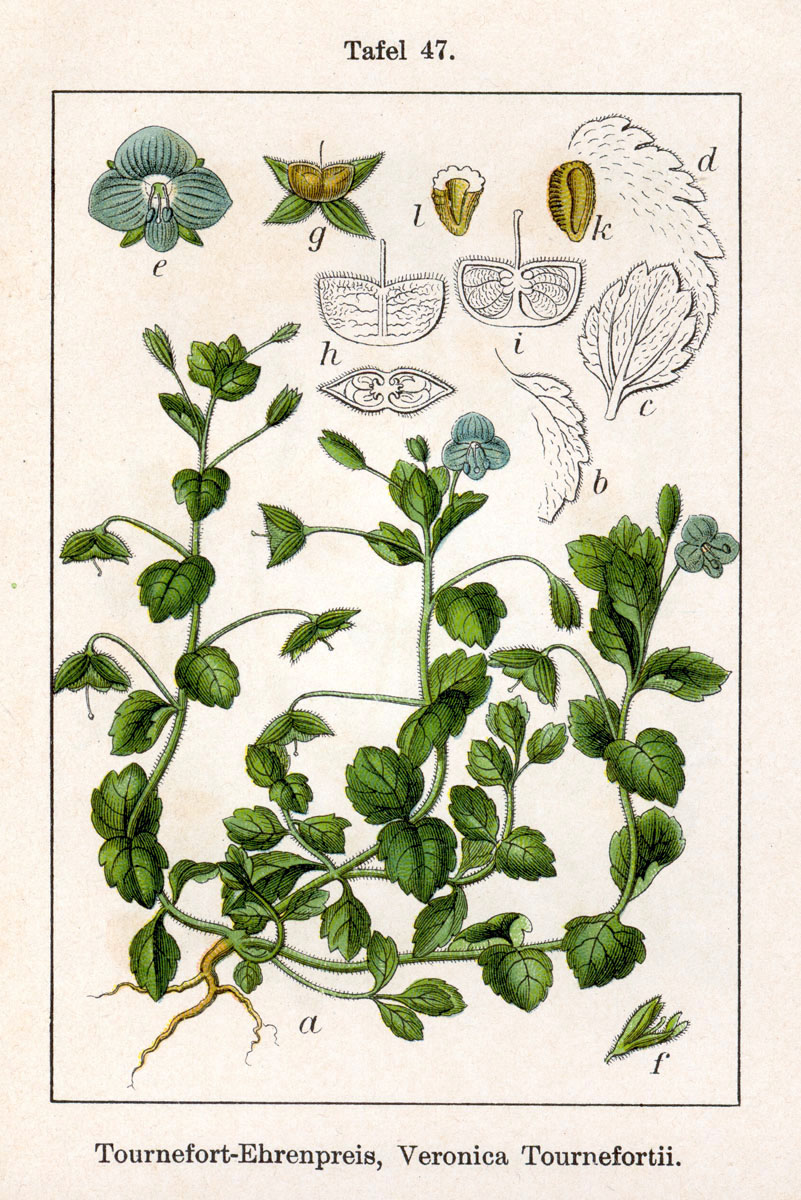
그림

## 참고 문헌
- 이 문서에는 다음커뮤니케이션(현 카카오)에서 GFDL 또는 CC-SA 라이선스로 배포한 글로벌 세계대백과사전의 내용을 기초로 작성된 글이 포함되어 있습니다.